# Emiplegia
La emiplegia è un deficit motorio che interessa un emisoma. La causa è un danno cerebrale controlaterale al deficit. In genere, viene lesionato il 1º motoneurone che trasporta gli input motori al midollo spinale. 
Il deficit assume caratteristiche di recupero diverse in base al periodo della vita in cui insorge.

## Età evolutiva
Nei primi mesi di vita si evidenzia una asimmetria negli schemi motori del bambino; deambulazione in lieve ritardo poi vistosamente asimmetrica, difficoltà nell'uso della mano paretica nell'esecuzione di prassie fini e nella presa con forza.
Nel caso di emiparesi destra è frequente il mancinismo vicariante e si possono associare problemi dello sviluppo linguistico.

## Età adulta
L'emiplegia nell'adulto può essere dovuta a lesione cerebrale da varie cause:
- vascolari (ictus o emorragia)
- traumatiche
- tumorali
- degenerative
- infettive
- malformazioni

I segni e sintomi si possono manifestare all'improvviso oppure in modo graduale.
le fasi dello sviluppo dell'emiplegia sono sostanzialmente due:
- fase acuta, in cui prevale una paralisi flaccida e dura mediamente dalle 2 alle 6 settimane
- fase sub-acuta, in cui prevale la paralisi spastica e i segni vanno incontro a stabilizzazione. In questa fase si manifestano sincinesie o sinergie, reazioni associate ed è possibile un recupero motorio funzionale.

I segni secondari che caratterizzano l'emiplegia sono:
- deficit di forza con problemi di reclutamento delle unità motorie
- spasticità con iperreflessia con comparsa di schemi patologici in genere estensori all'arto inferiore e flessorio all'arto superiore.
- comparsa dei riflessi primitivi per mancata inibizione di questi (riflesso di Babinski, riflessi tonici del collo, estensione crociata...)
- lentezza delle risposte muscolari dovuta ad una prevalenza delle fibre muscolari toniche rispetto a quelle fasiche.

### Disturbi associati
Le lesioni cerebrali raramente sono selettive del sistema motorio, nella maggior parte dei casi si associano a lesione di aree cerebrali con altre competenze:
- sensitivi: vi è un'alterata sensibilità superficiale, discriminativa e profonda.
- aumento della rigidità muscolare non solo dovuta alla risposta neurologica allo stiramento, ma anche all'accorciamento del muscolo e all'aumento della stifness passiva.
- deficit delle funzioni corticali superiori (afasia, aprassia, neglect, anosognosia...)

L'emiplegia può produrre complicanze che esitano in un danno terziario, come piaghe da decubito, retrazioni muscolo-tendinee, ipostenia muscolare.

## Riabilitazione
La riabilitazione, secondo la letteratura medica, è importante, e consiste nel favorire il reclutamento dell'emisoma deficitario in tutti i possibili schemi motori, mediante terapia psicomotoria, fisioterapia individuale e terapia occupazionale. La riabilitazione deve avere un'adeguata intensità e precocità.